# Demixing
El procés demixing o de des-mesclar és una eina basada en xarxes neuronals d'Intel·ligència Artificial que permet la separació dels diferents elements sonors que componen una pista de so en diferents pistes, una per a cada element.

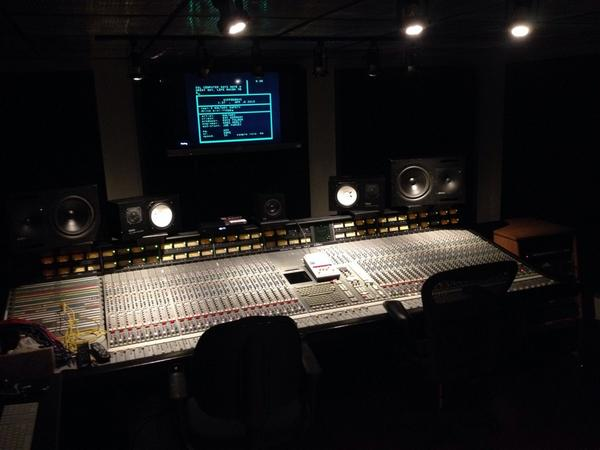

La tecnologia permet processar enregistraments mono o aquells dels quals no se’n conserven totes les pistes, permetent a enginyers de so ajustar l'equilibri i els nivells d'instruments i veus dins d'una pista per reconstruir, reequilibrar i remesclar l'enregistrament. Els algorismes són entrenats per reconèixer diferents instruments musicals i d’aquesta manera extreure’ls. Altres usos inclouen l'aïllament de la veu o la seva eliminació per complet.
El seu ús suposa una revolució en els projectes de remasterització de so. Permet ajustar els nivells d’un instrument com la bateria sense que tingui cap impacte sobre els altres elements, com poden ser les guitarres.

## Procés
El procés de demixing consta de cinc fases:
1. Consulta: Anàlisi detallat de la intervenció que es vol fer a l’'àudio existent, per saber-ne la viabilitat i el millor mètode de-mescla.
2. Recerca exhaustiva del millor material d’origen possible.
3. Separació de l’àudio: Dissenyar models de l’àudio original per permetre la de-mescla i el procés de separació de l’àudio.
4. Remix/Remasterització: Una vegada completada la separació, es pot començar a remesclar o remasteritzar l'enregistrament original de base, en estèreo o 5.1.
5. Revisió i aprovació del resultat, la qual cosa permet revisitar el procés i corregir detalls específics.

## Usos comercials
Els usos que ha tingut aquesta tecnologia fins ara han estat molt relacionats amb projectes de remasterització de música dels anys 50 i 60, quan la manera predominant d’enregistrament encara era el mono.
- Live at the Hollywood Bowl - The Beatles (2016)
- On Air - The Rolling Stones (2017)
- Elvis Reborn: New Mono to Stereo Mixes - (2020)

També va ser utilitzada en el procés d’edició del documental The Beatles: Get Back (2021) de Peter Jackson. El director va explicar el procés: “Vam desenvolupar un sistema d'aprenentatge neuronal al qual li vam ensenyar com sona una guitarra, com sona un baix, com sona una veu. De fet, vam ensenyar a l'ordinador a distingir les veus de John [Lennon] i Paul [McCartney]. Així que vam poder agafar aquestes pistes mono i dividir tots els instruments de manera que podem escoltar individualment les veus, les guitarres. Veus a Ringo [Starr] tocar els tambors però no sents els tambors en absolut. Que això ens permet remesclar-ho de manera neta.” D’aquesta manera, Jackon i els seu equip va poder descobrir converses ocultes on els membres del grup tocaven un instrument de manera conscient per impedir que el que deien fos enregistrat.